# Zea Mays
Zea Mays ist eine 1997 im spanischen Bilbao gegründete Rockband.

## Bandgeschichte
Im Sommer 1997 nahmen sie ein erstes Demo-Tape mit sieben Liedern auf und gewannen noch im selben Jahr den Musikwettbewerb Maketa Lehiaketa, der vom öffentlich-rechtlichen baskischen Radiosender Euskadi Gaztea organisiert wird. Durch den Preis stieg ihr Bekanntheitsgrad und sie bekamen die Möglichkeit, mehrere Konzerte im Baskenland zu spielen. 1998 erhielten sie beim Musikwettbewerb Pop-Rock Villa de Bilbao den Preis für die beste baskische Band.
Im September des Jahres 1998 nahmen sie ihr erstes Album, Zea Mays, mit der Plattenfirma Gor auf. Nachdem sie eine Vielzahl von Konzerten gespielt hatten, brachten sie im März 2000 ihr zweites Album, Elektrizitatea, auf den Markt. Im September desselben Jahres begannen sie eine Tour durch die Niederlande.
Im Juli 2002 nahmen sie ihre dritte CD, Harrobian, auf, diesmal mit der Plattenfirma Gaztelupeko Hotsak. Zuvor steuerten sie für das Album AEKantuz eine von ihnen interpretierte Version eines Liedes von Mikel Laboa bei. Im Sommer 2003 gingen sie wieder auf Tour durch Europa, auf der sie in Deutschland und den Niederlanden spielten. Auch im Baskenland gaben sie im gleichen Jahr viele Konzerte. 2004 spielten sie auf dem Festival Festimad in Madrid. Im Anschluss daran arbeiteten sie an ihrem neuen Album.
Im März 2005 veröffentlichten sie ihr Album Sortuz, grabitatearen aurka, mit dem sie im Baskenland sehr erfolgreich waren.
2007 feierte die Band 10-jähriges Bestehen und brachte zusammen mit dem Album Morphina eine DVD heraus, auf der ihr Werdegang in Bildern festgehalten ist. 2010 kam das Album Era auf dem Markt. Danach veröffentlichten sie die Alben Da und Harro.
Zu ihrem 20. Jubiläum 2017 veröffentlichten sie ein Best-of-Album mit ihren beliebtesten Hits: Zea Mays 20 urte.

## Diskografie
- Zea Mays (1998, Gor)
- Elektrizitatea (2000, Gor)
- Harrobian (2002, Gaztelupeko Hotsak)
- Sortuz, grabitatearen aurka (2005, Oihuka)
- Morphina (2007, Bonberenea Ekintzak)Era (2010, Bonberenea Ekintzak)
- Da (2013, Selbstverlag)
- Harro (2016, Garden Records)
- Zea Mays 20 urte (2017, Garden Records)
- Atera (2020)